# Guéhiébly
Guéhiébly est une localité de l'ouest de la Côte d'Ivoire, et appartenant au département de Duékoué, Région du Moyen Cavally. La localité de Guéhiébly est un chef-lieu de commune.